# 天主教奧圖波教區
天主教奧圖波教區 （拉丁語：Diocesis Otukpoëna）是尼日利亞一個羅馬天主教教區，屬阿布賈總教區。
教區成立於1995年7月10日，位於貝努埃州西部。
2004年有教友502,437人（佔轄區人口17.7%）、三十個堂區、四十九名司鐸。現任教區主教為彌額爾‧埃克沃伊‧阿波希。

## 歷任教長
- 斐德‧烏加‧奧加†（1995年7月10日—2000年12月7日）
- 彌額爾‧埃克沃伊‧阿波希（2002年12月17日—）